# Saint-Christophe-de-Chaulieu
Saint-Christophe-de-Chaulieu település Franciaországban, Orne megyében. Lakosainak száma 88 fő (2022. január 1.). Saint-Christophe-de-Chaulieu Le Fresne-Poret, Chaulieu, Le Ménil-Ciboult, Vire-Normandie és Sourdeval községekkel határos.

## Népesség
A település népessége az elmúlt években az alábbi módon változott:
| Lakosok száma | 90   | 92   | 99   | 97   | 97   | 96   | 96   | 92   | 88   |
|               | 2013 | 2015 | 2016 | 2017 | 2018 | 2019 | 2020 | 2021 | 2022 |